# رونالد إفانز

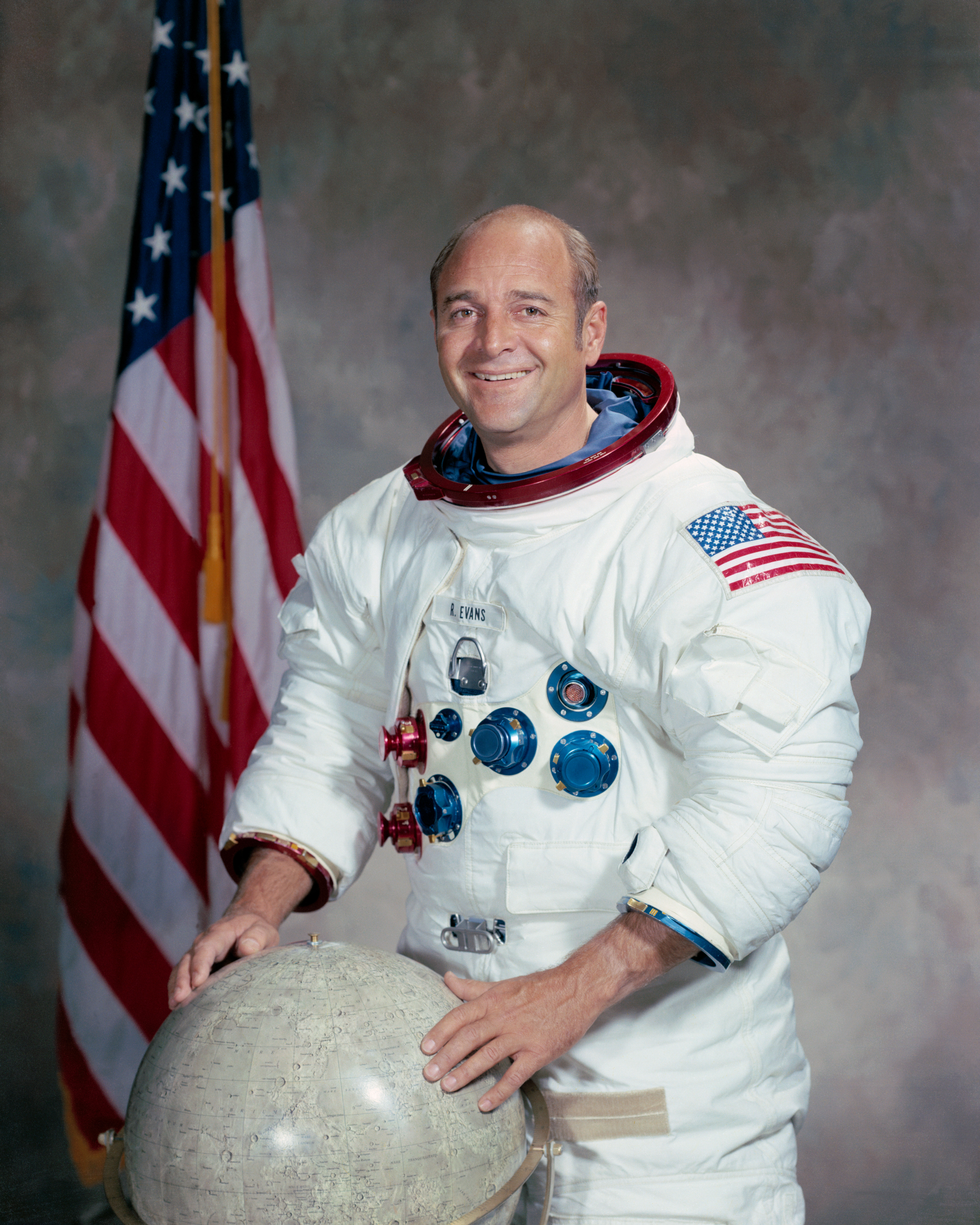

 روناد إفانز (بالإنجليزية: Ron Evans)‏ أو  رون إفانز هو أحد رواد الفضاء الأمريكيين الذين هبطوا على سطح القمر . ولد إفانز في 10 نوفمبر 1933 في مدينة سان برانسيس في تكساس ، وتوفي في 7 أبريل 1999 في أريزونا . أختير من قبل ناسا ليكون قبطان المركبة الرئيسية خلال البعثة أبولو 17 إلى القمر.
حصل على بكالوريوس هندسة كهرباء عام 1956 من المدرسة العليا توبيكا بولاية كانساس، وحصل على ماجستير هندسة الطيران والفضاء من جامعة كانساس عام 1964 وكان ملتحقا انذاك بالكلية البحرية الأمريكية .
اكمل تدريبه على الطيران عام 1957 تبع البحرية الأمريكية، ثم رشح نفسه لدى ناسا ليكون من ضمن رواد الفضاء . وعندما خاءه التعيين من ناسا كان يقوم بالحرب في فيتنام حيث كان طيارا بالبحرية الأمريكية ويطير طائرة VF51 و F-8 من حاملة الطائرات تيكوندروجا USS Ticonderoga . واشتملت مدة خدمته على 5100 ساعة طيران منها 4600 ساعة على الطائرات النفاثة .
تم التحاقه بناسا عام 1966 وكان من ضمن فريق الدعم لأبولو 7 وأبولو 11 ، كما كان من الطاقم الاحطياطي لبعثة أبولو 14 للهبوط على القمر .

## جوائز
حصل إيفانز على العديد من الجوائز منها ميدالية الخدمة المتميزة لناسا في عام 1973، 
وجائزة الإنجاز المتفوق من مركز لندون بي جونسون للفضاء في عام 1970، وميدالية الخدمة البحرية المتميزة في عام 1973، وأجنحة رواد الفضاء البحرية، وثماني ميداليات جوية، وميدالية الخدمة في فيتنام، وميدالية الثناء البحرية مع التميز في الخدمة القتالية في 1966.  حصل أيضاً على لقب كانسان للعام في عام 1972.  وتم إدراجه في قاعة مشاهير رواد الفضاء بالولايات المتحدة في عام 1997. 

## اقرأ أيضاً
- نيل أرمسترونج
- مايكل كولينز
- بز ألدرن
- جون يونغ
- شالز ديوك
- ديفيد سكوت
- قائمة رواد فضاء أبولو
- ألان بين
- أبولو 8
- أبولو 10

## روابط خارجية
- رونالد إفانز على موقع IMDb (الإنجليزية)
- رونالد إفانز على موقع قاعدة بيانات الفيلم (الإنجليزية)